# Potencial de Yukawa
Para um sistema físico composto por partículas de spin zero, existe um potencial de Coulomb blindado que é conhecido como potencial de Yukawa. Tal pontencial é da forma
{\displaystyle V\left(r\right)=-{\frac {g_{s}}{4\pi r}}e^{-{\frac {mrc}{\hbar }}}}
e que é, claramente, um potencial do tipo central. Na equação acima, {\displaystyle g_{s}} é uma constante (positiva) de acoplamento que configura a intensidade da força efetiva, {\displaystyle m} é a massa da partícula afetada pelo potencial, {\displaystyle c} é a velocidade da luz e {\displaystyle \hbar } a constante de Planck. Naturalmente, podemos mostrar que o potencial {\displaystyle V(r)} está associada a uma força sempre atrativa.

## A História
Hideki Yukawa (físico teórico japonês) mostrou na década de 1930 que tal potencial resulta da interação/troca de um campo escalar massivo como o campo de um bóson, também maciço. Uma vez que o mediador do campo correspondente tem um certo alcance, que é inversamente proporcional à massa do mediador de partícula {\displaystyle m}. Dado que o alcance aproximado da força nuclear era conhecido, a equação Yukawa poderia ser utilizada para prever o massa de repouso aproximada da partícula mediadora do campo de força, mesmo antes de ser descoberto. No caso da força nuclear, esta massa foi previsto ser cerca de 200 vezes a massa do elétron, e isto foi mais tarde considerado ser uma previsão da existência do píon, antes de ter sido detectado, em 1947.
Tal potencial tem várias aplicações, incluindo a interacção entre dois núcleos. Dois núcleos podem experimentar forte interação atrativa devido à taxa de câmbio pions carregados, semelhante à forma como duas partículas interagem eletromagneticamente através da troca de fótons. Como o campo eletromagnético é "transportado" por fótons, o campo piônico potencial, expressamente descrito por Yukawa, é "transportado" por pions.

## Relação com o potencial de Coulomb

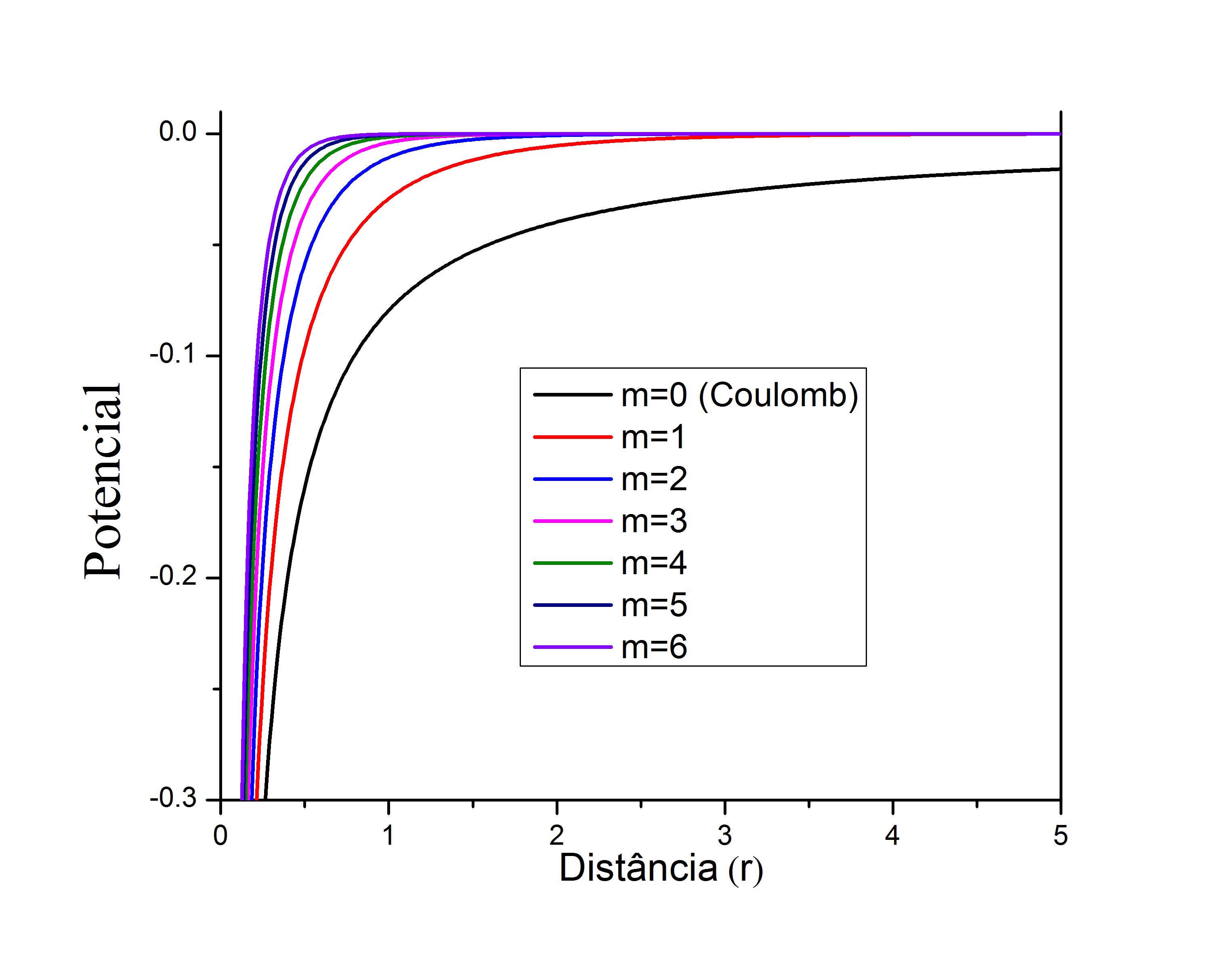
Potencial em função de r

Se tomarmos o limite {\displaystyle m} → {\displaystyle 0} (ou até mesmo a igualdade) no potencial de Yukawa, nós temos
{\displaystyle V\left(r\right)=-{\frac {g_{s}}{4\pi r}}}
de modo que podemos identificar a equação acima, com a {\displaystyle g_{s}=Q/}ε{\displaystyle _{0}}, como o potencial de Coulomb. Diferentemente do potencial de Yukawa, podemos ver claramente que {\displaystyle V_{Coulomb}(r)} decresce muito lentamente, enquanto que o potencial de Yukawa decresce muito rapidamente (a depender da massa m). Por essa razão, dizemos que o potencial de Yukawa é um potencial de curto alcance, enquanto que o potencial de Coulomb não é. No gráfico que é apresentado ao lado, podemos ver como o potencial de Yukawa comporta-se, com a distância {\displaystyle r}, para diferentes valores de {\displaystyle m}.